# Триатлон
Триатло́н (троебо́рье) — вид спорта, представляющий собой мультиспортивную гонку, состоящую из непрерывного последовательного прохождения её участниками трёх этапов: плавания, велогонки и бега, каждый из которых происходит из самостоятельного циклического вида спорта. Существуют различные модификации триатлона, различающиеся по образующим его видам спорта и их последовательности, однако в настоящее время наиболее популярной и единственной, входящей в олимпийскую программу является та, которая включает в себя плавательный этап, велогоночный этап и беговой этап. Состязания проходят на нескольких стандартных и множестве нестандартных дистанций.

## История
Корни триатлона базируются на гонках, проводившихся во Франции в течение 1920—1930-х годов, которые назывались «La Course des Debrouillards» (дословно c фр. — «Гонка находчивых»). В наши дни эта гонка проводится каждый год во Франции около Жуэнвиль-ле-Пон, недалеко от Мёлан-ан-Ивлин и Пуасси. Впервые о соревнованиях наподобие современного триатлона можно было узнать в 1920 году из французской газеты «L’Auto», где о соревновании, названном «Les Trois Sports», сообщались такие данные: 3 км — беговая дистанция, 12 км — велосипедная дистанция и пересечение вплавь канала Марна. Эти три части преодолевались без всякого перерыва.
Во французских газетах есть также упоминания о гонке в Марселе в 1927 году.
В 1934 году в городе Ла-Рошель прошли «Les Trois Sports» состязания на дистанции, состоящей из трёх компонентов: пересечение канала (200 м), соревнование на велосипеде (10 км) вокруг гавани Ла-Рошели и парка Laleu и пробег (1200 м) по стадиону Andre-Barbeau. Таким образом, можно сказать, что концепция современного триатлона зародилась именно тогда.
Начиная с середины 1930-х годов информации о состязаниях по триатлону практически нет вплоть до 1974 года, когда недалеко от залива Сан-Диего в Южной Калифорнии (США) группа друзей-спортсменов различной специализации организовала клуб и начала тренироваться вместе. Среди них были бегуны, пловцы и велосипедисты, и вскоре тренировочные сессии превратились в неофициальные гонки.
Руководимый и задуманный Джеком Джонстоуном (англ. Jack Johnstone) и Доном Санааном (англ. Don Shanahan), первый триатлон залива Mission Bay был проведен 25 сентября 1974 года с участием 46 атлетов. Эта дата и отмечается как день рождения современного короткого триатлона.

## Современный триатлон

### Классическая дистанция
Первыми соревнованиями на классической дистанции триатлона (2,4 мили (3,86 км) плавание, 112 миль (180,2 км) езда на велосипеде и 26,2 мили (42,2 км) бег) были соревнования на Гавайях Hawaiian IronMan Triathlon, идея которого возникла во время церемонии награждения победителей Oahu Perimeter Relay (командная гонка бегунов) в 1977 году. Среди участников были многочисленные представители клубов бегунов Mid-Pacific Road Runners и плавания Waikiki Swim Club, члены которых долго спорили, какие атлеты более физически выносливы — бегуны или пловцы. В связи с этим один из атлетов, морской пехотинец Джон Коллинс (англ. John Collins), указывал также на статью в журнале Sports Illustrated, в которой говорилось, что Эдди Меркс, легендарный бельгийский велосипедист, имел самый высокий зарегистрированный показатель «максимального потребления кислорода» (VO2 Max) среди всех когда-либо измеренных атлетов, и, таким образом, именно велосипедисты являются наиболее физически крепкими и выносливыми спортсменами.
Сам Коллинс был не новичок в триатлоне, он и его жена, Джуди, принимали участие в триатлонах, организованных в 1974—1975 гг. клубом San Diego Track Club в Mission Bay (Калифорния), а также в соревнованиях Optimist Sports Fiesta Triathlon в Колорадо. Некоторые другие военные атлеты также принимали участие в этих соревнованиях, так что они согласились, когда Коллинс предложил решить этот спор прямо на трассе гонки, объединяющей три уже существующих соревнования на длинные дистанции: соревнования по плаванию в открытой воде Waikiki Roughwater Swim (2,4 мили (3,862 км)), гонку на велосипеде Around-Oahu Bike Race (115 миль; обычно проводились в два дня) и Марафон Гонолулу (26,219 мили (42,195 км)). До того дня велосипедная гонка проводилась в два дня, поэтому дистанция велогонки была сокращена на 3 мили, чтобы поместить эту дистанцию между финишем плавания и стартом марафона. До старта гонки каждый атлет получил три листа бумаги с несколькими пунктами правил и описанием дистанции, а также надписью на последней странице: «Проплыви 2,4 МИЛИ! Велогонка 112 МИЛЬ! Пробеги 26,2 МИЛИ! Гордись этим всю оставшуюся жизнь!».
В честь одного из местных бегунов, который был известен своими изматывающими тренировками, Коллинс сказал, что «кто бы ни финишировал первым, мы назовем его „IronMan“ (Железным человеком)». И рано утром 18 февраля 1978 года в соревнованиях приняло участие пятнадцать мужчин, двенадцать из которых закончили гонку, а всемирную славу первого Ironman’а получил Гордон Халлер, закончивший дистанцию за 11 часов 46 минут и 58 секунд.
Соревнования Hawaii Ironman Triathlon теперь являются чемпионатом мира на классической дистанции триатлона, отбор на которую проходит в ряде соревнований, проводимых по всему миру в течение года и также носящих название Ironman Triathlon.

### Другие форматы соревнований
Сегодня множество соревнований по триатлону на различных дистанциях проводится по всему миру. Стандартная олимпийская дистанция — плавание на 1500 м, велогонка 40 км, бег 10 км, — была разработана директором гонок по триатлону Джимом Кёрлом (англ. Jim Curl) в середине 1980-х после того, как он и его бизнес-партнер, Карл Томас (англ. Carl Thomas), успешно провели большую Американскую серию триатлонов (USTS) между 1982 и 1997 годом. Гонки USTS в целом дали большой толчок для популяризации триатлона в США и в целом по миру.
В Европе первые соревнования по классическому триатлону были проведены в 1981 году в Чехословакии. С 1984 проводился Вока-триатлон в Эстонии, ставший в 1987 всесоюзным. Чуть позже, в 1985 году, триатлон впервые прошёл и в РСФСР, в Перми (сольное несоревновательное выступление одного участника). Первый же чемпионат СССР прошёл в 1990 году в Ленинграде. Первый чемпион СССР — Александр Никульшин (Москва).

### Международный союз триатлона
Международный союз триатлона (ITU) был основан в 1989 году как международная организация, главной целью которой было включение триатлона в Олимпийскую программу. ITU официально никогда не санкционировал Ironman Triathlon. Есть мнение[чьё?], что гонка Hawaii Ironman должна быть признана как официальный мировой чемпионат по триатлону и должна быть санкционирована ITU. Но ITU предпочитает более короткие гонки, приспособленные к Олимпийским играм и телевизионным трансляциям.
Триатлон дебютировал в олимпийской программе на Олимпийских играх в Сиднее в 2000 году на стандартной дистанции. Чемпионат мира проходит ежегодно с 1989 года, многоэтапный Кубок мира — ежегодно с 1991 года. В настоящее время под юрисдикцией ITU проводятся также соревнования по дуатлону (бег + велосипед + бег), акватлону (бег + плавание + бег), аквабайку (плавание + велосипед), зимнему триатлону (кросс + велокросс + лыжная гонка), кросс-кантри триатлону, по триатлону в закрытых помещениях.
Начиная с самого основания популярность триатлона растет значительными темпами и теперь ежегодно включает в себя тысячи соревнований с сотнями тысяч участников во всем мире.

## Дистанции триатлона
| Название                      | Плавание               | Велосипед              | Бег                    | Всего дистанция   | Примечание |
| ----------------------------- | ---------------------- | ---------------------- | ---------------------- | ----------------- | --- |
| Железные дети (Kids of Steel) | 100–750 м (110–820 yd) | 5–15 км (3,1–9,3 миль) | 1–5 км (0,62–3,1 миль) |                   | Дистанции различаются в зависимости от возраста детей |
| Новичок (Novice) (Австралия)  | 300 м (330 yd)         | 8 км (5,0 миль)        | 2 км (1,2 миль)        |                   | Стандартная дистанция для новичков в Австралии. |
| 3-9-3 (Новая Зеландия)        | 300 м (330 yd)         | 9 км (5,6 миль)        | 3 км (1,9 миль)        |                   | Стандартная дистанция для новичков в Новой Зеландии. |
| Супер Спринт (Super Sprint)   | 300 м (0,19 миль)      | 8 км (5,0 миль)        | 2 км (1,2 миль)        |                   | Стандартная дистанция Супер Спринта |
| Новичок (Европа)              | 400 м (0,25 миль)      | 20 км (12 миль)        | 5 км (3,1 миль)        |                   | Стандартная дистанция в Европе для новичков |
| Спринт                        | 750 м (0,47 миль)      | 20 км (12 миль)        | 5 км (3,1 миль)        |                   | Половина Олимпийской дистанции. |
| Олимпийская дистанция         | 1,5 км (0,93 миль)     | 40 км (25 миль)        | 10 км (6,2 миль)       |                   | Так же известна как «международная дистанция», «стандартная дистанция» или «короткая дистанция». Входит в программу Олимпийских игр. |
| ITU-Длинная (O2)              | 3,0 км (1,9 миль)      | 80 км (50 миль)        | 20 км (12 миль)        |                   | Двойная олимпийская дистанцияЧемпионата ITU 2007 and 2009. |
| Триатлон 70,3                 | 1,9 км (1,2 миль)      | 90 км (56 миль)        | 21,0975 км (13 миль)   | 113 км (70 миль)  | Также известная как «половинка», «70,3» (это общее количество преодолеваемых миль), «half ironman», «полу-ironman» или «полужелезный человек». Российским аналогом формата «70,3» является «113», названный по тому же принципу, что и за рубежом. Согласно правилам ITU (в России ФТР) в триатлоне длинными называются дистанции «113» и «226». |
| ITU-Длинная (O3)              | 4,0 км (2,5 миль)      | 120 км (75 миль)       | 30 км (19 миль)        |                   | Так называемая Тройная олимпийская дистанция (triple Olympic),. |
| Триатлон 140,6                | 3,8 км (2,4 миль)      | 180 км (112 миль)      | 42,195 км (26 миль)    | 226 км (140 миль) | Также известная как «полный», «классическая дистанция» или «140,6» (по числу преодолеваемых миль), «Ironman», «Железный человек». Российским аналогом формата «140,6» является «226», названный по тому же принципу, что и за рубежом. Согласно правилам ITU (в России ФТР) в триатлоне длинными называются дистанции «113» и «226».             |
| Источники:                    |                        |                        |                        |                   | |

Так же проводится «Ультра-триатлон» (обычно дистанция длинного триатлона типа Ironman, увеличенная в несколько раз — двойной, тройной ультратриатлон и дека-триатлон (10 триатлонов типа Ironman в течение 10 дней), проводимых Международной ассоциацией ультратриатлонов;

## Ход проведения гонки

### Плавание

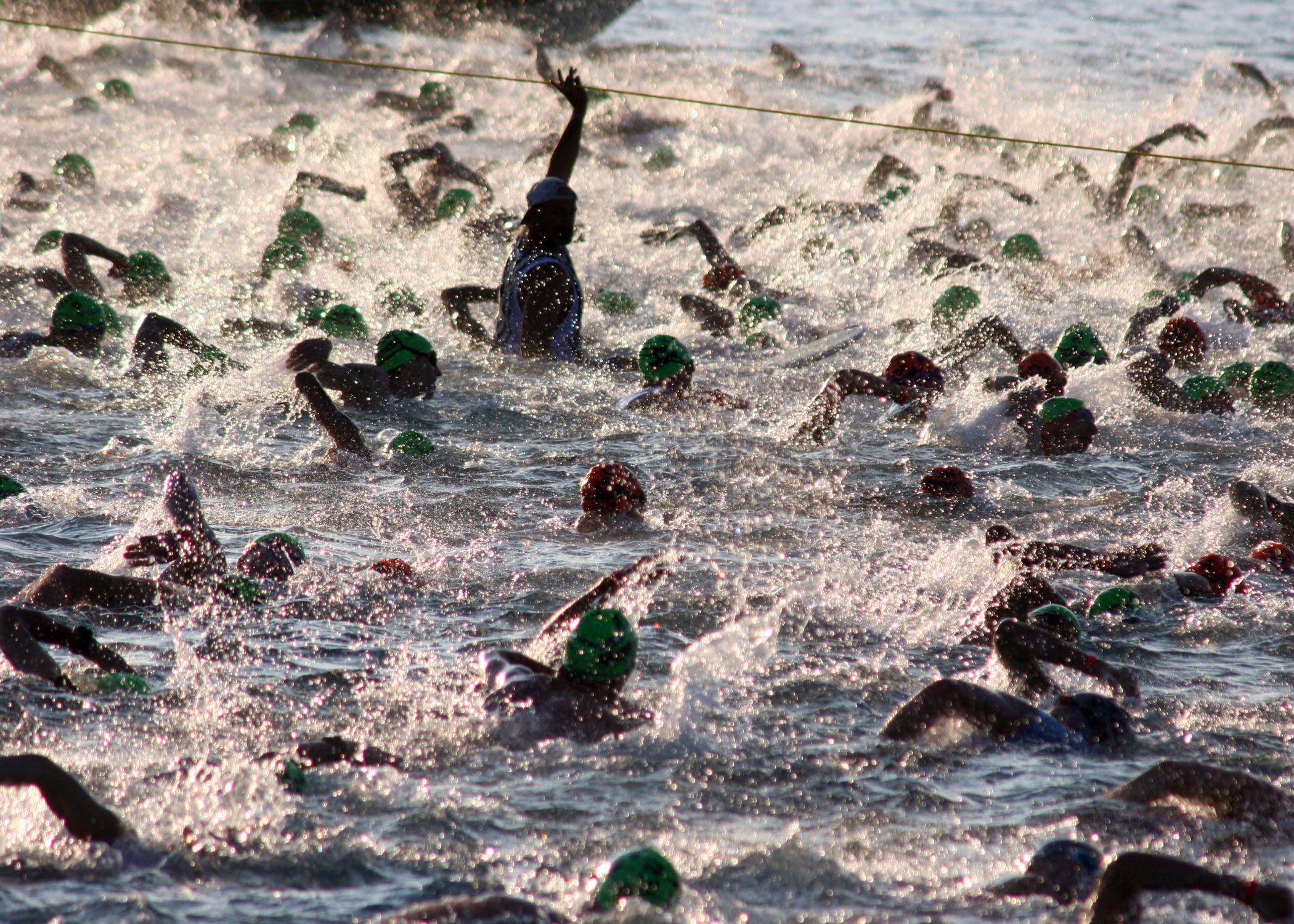
Первый этап: плавание

Соревнования начинаются с плавания. Производится массовый старт всех участников с берега, понтона или прямо из воды (в длинном триатлоне). В случае пониженной температуры воды (обычно не выше +24,5 °С по правилам триатлона IRONMAN) допускается использование гидрокостюмов толщиной до 5 мм. Обычно заплыв идет по треугольному маршруту, обозначенному буями и тросами. За каждое произвольное сокращение длины маршрута назначается пенальти или возможна дисквалификация. Спортсмены могут использовать любой стиль плавания, который они предпочитают, но наиболее эффективный — вольный стиль (кроль).

### Велосипедная гонка

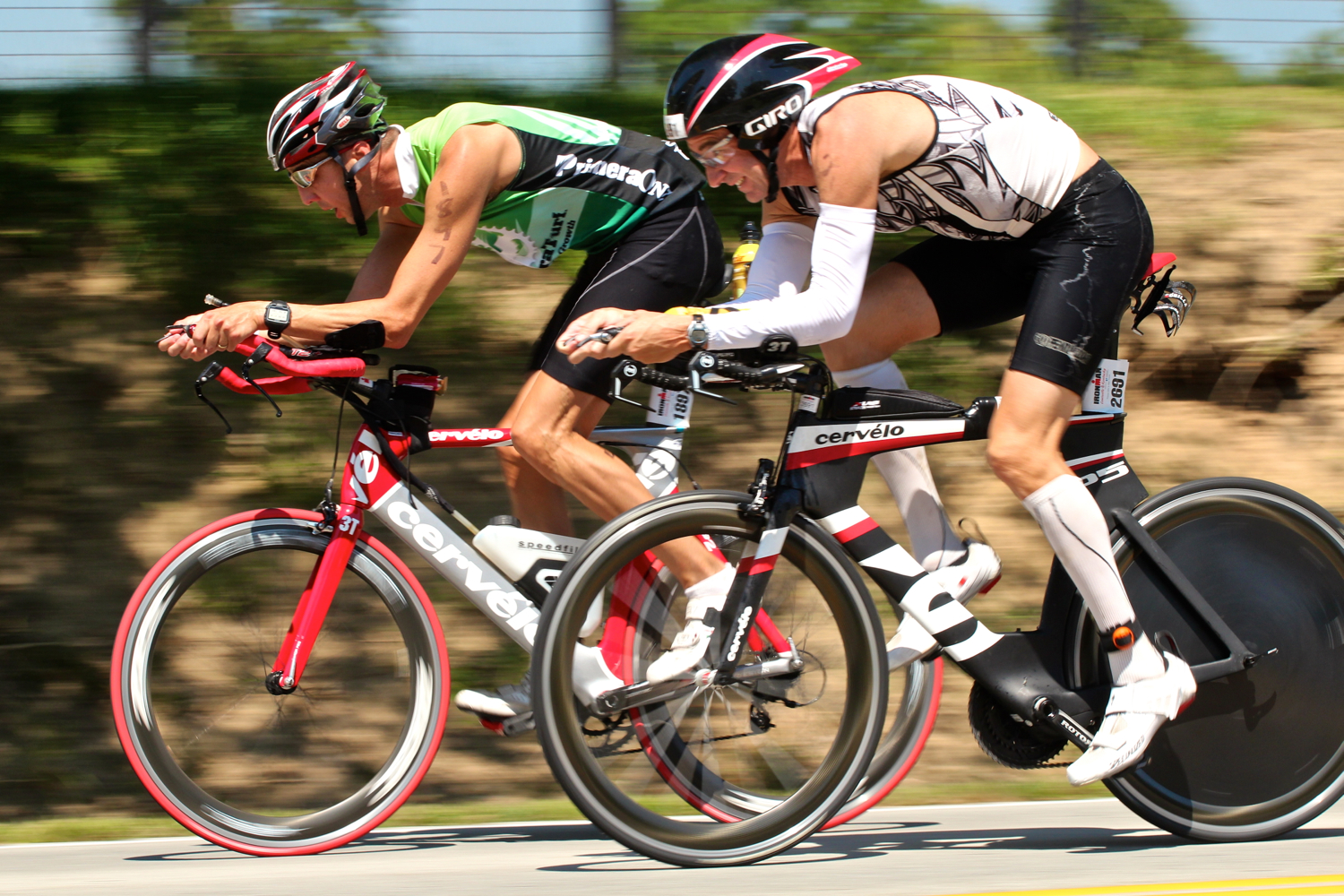
Триатлеты на велосипедном этапе

После выхода из воды спортсмены переодеваются в транзитной зоне, садятся на велосипеды, и начинается велосипедный этап. По дистанции расположены пункты питания, но техническая помощь для профессионалов запрещена. В коротком триатлоне вообще используются обычные шоссейные велосипеды для групповых гонок, в триатлоне IRONMAN профессионалы используют велосипеды, более схожие с велосипедами для раздельной гонки в велоспорте.
По правилам Международного союза триатлона на шоссейных велосипедах допускается использование коротких «лежаков», смонтированных на руль. «Лежак» не должен выступать вперед за линию, соединяющую крайние части тормозных ручек. Сам «лежак» должен либо вообще не иметь выступающих частей, либо выступающие части «лежака» должны быть соединены перемычкой (пластиковой вставкой или просто несколькими слоями изоленты). Запрещены длинные «лежаки», наподобие тех, что используются в велоспорте в индивидуальных гонках на время. Пользы от «лежаков» в коротком триатлоне нет в связи с возможностью улучшить свою аэродинамику просто спрятавшись за спину впереди идущего спортсмена (драфтинг)
В Олимпийском триатлоне на велоэтапе драфтинг разрешён, то есть спортсмены могут ехать в группе.
В триатлоне Ironman драфтинг запрещён, спортсмен должен ехать на определённом (не менее 15 метров) расстоянии от впереди идущего велосипеда или судейской машины, таким образом аэродинамика велосипеда становится достаточно важной.

### Бег

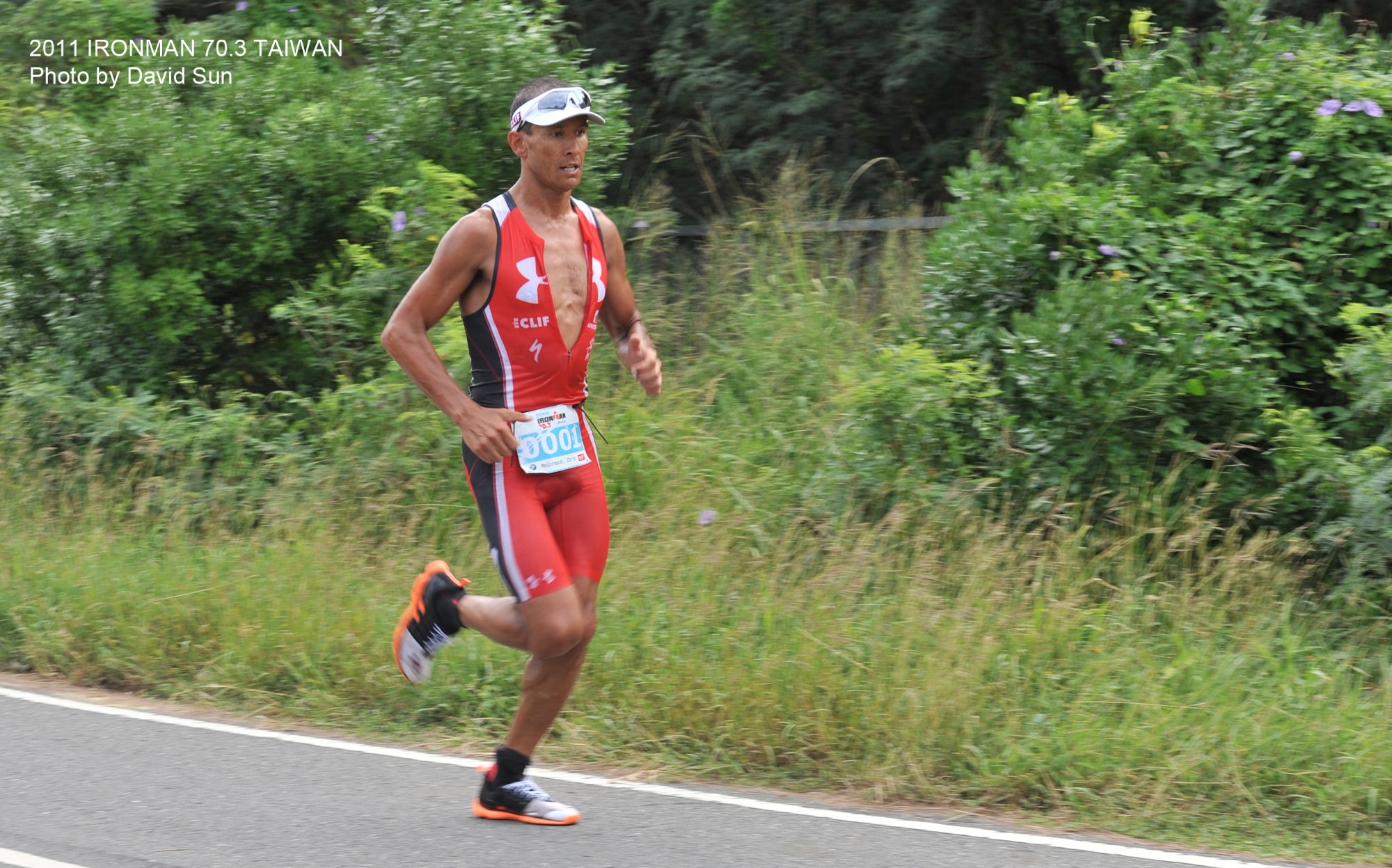
Третий этап: бег

Главное правило состоит в том, что спортсмен должен передвигаться на ногах.

### Смена между этапами

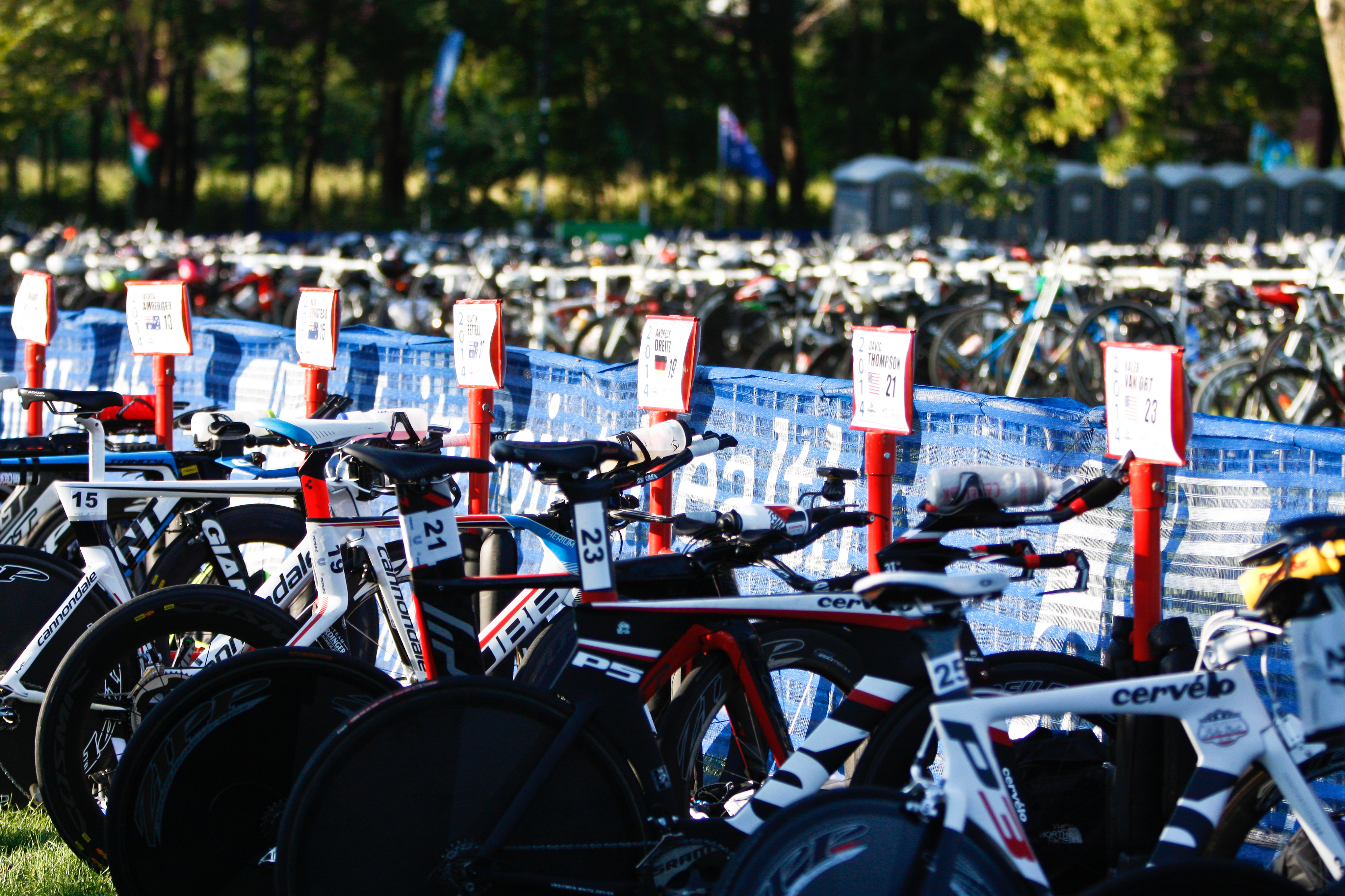
Транзитная зона: стоянка велосипедов

Соблюдение порядка смены между этапами строго регламентировано (плавание -> велосипед -> бег).
Спортсмены не должны препятствовать другим спортсменам (во время подготовки своих велосипедов или при переодевании). Они могут вручную перемещать велосипеды только в пределах своей обозначенной площади до и после заезда. Шлем должен быть надет перед началом заезда и снят после того как велосипед установлен на специальную рампу или отведённое для этого место.
Обнаженный вид во время переодевания запрещен правилами проведения соревнований согласно мировым стандартам.
Во время велосипедного этапа номерной знак должен быть на спине спортсмена, во время бегового — на груди. Спортсмен должен уложиться в определённый для каждого этапа лимит времени.

### Наказания
Во время соревнований спортсмены не имеют права создавать друг другу помехи. Если это происходит во время плавания, то по его окончании следует задержка спортсмена на 15 секунд. Если это происходит во время велогонки или бега, то спортсмен предупреждается жёлтой карточкой. Ему после этого необходимо остановиться и ждать разрешения продолжать соревнование. При совершении опасных действий или повторном нарушении спортсмен может быть дисквалифицирован после предъявления ему красной карточки. Две жёлтых карточки во время одного этапа автоматически превращаются в красную, и спортсмен дисквалифицируется.